# Шкурин, Александр Сергеевич
Александр Сергеевич Шкурин (1784—1851) — русский военачальник, генерал-лейтенант (31.03.1831), герой Наполеоновских войн 1812-1814 годов и Польской кампании 1831 года. Санкт-Петербургский обер-полицмейстер.

## Биография
Родился в 1784 г., на службу поступил в 1799 в лейб-гвардии Преображенский полк и в 1804 г. произведён в прапорщики, а в 1805 г. — в подпоручики.
Шкурин участвовал в 1807 г. в походе против французов и был в сражении под Гейльсбергом; произведённый в 1808 г. в поручики и в 1810 г. в штабс-капитаны, участвовал в Отечественной войне 1812 года, был в сражении при Бородине, где получил контузию и награждён орденом Святой Анны 2-й степени. В январе 1813 г. произведён в капитаны и в сентябре того же года — в полковники. Во время заграничных походов 1813 и 1814 годов Шкурин был в сражениях при Лютцене и Бауцене, за что награждён орденом Святого Владимира 4-й степени. Затем он находился в делах при Пирне и Кульме, за что награждён алмазными украшениями к ордену Святой Анны 2-й степени и особым прусским Железным крестом; сражался при Лейпциге и наконец в 1814 году дошёл с войсками до Парижа.
21 июня 1820 г. Шкурин произведён в генерал-майоры, с назначением состоять при начальнике 2-й гренадерской дивизии, а в сентябре того же года по прошению уволен со службы. В декабре 1821 г. вновь определён на службу, с назначением начальником 1-й бригады 15-й пехотной дивизии; в феврале 1822 г. назначен бригадным командиром запасных батальонов бывшей 12-й пехотной дивизии, а в феврале 1824 г. — бригадным командиром тех же батальонов 1-го пехотного корпуса. В том же году награждён орденом Святого Владимира 2-й степени, а в 1826 г. получил орден Святого Анны 1-й степени.
С 25 марта 1828 г. по 22 августа 1829 г. Шкурин состоял Санкт-Петербургским обер-полицмейстером. Затем, в течение одного месяца, командовал 13-й пехотной дивизией и числился по армии. 19 декабря 1829 г. за беспорочную выслугу 25 лет в офицерских чинах награждён орденом Святого Георгия 4-й степени (№ 4324 по списку Григоровича — Степанова).
В декабре 1830 г. назначен начальником 3-й пехотной дивизии, во главе которой участвовал в усмирении польского мятежа 1831 года; был в сражениях при Вавере, на Гроховских полях, за что 31 марта произведён в генерал-лейтенанты (со старшинством с 13 марта), при Остроленке и при взятии приступом передовых Варшавских укреплений и городового вала. 22 августа 1831 года награждён орденом Святого Георгия 3-й степени (№ 433)
В воздаяние отличнаго мужества и храбрости, оказанных в сражении против польских мятежников 14 мая при Остроленке
Также за отличия в этой кампании получил польский Знак отличия за военное достоинство (Virtuti Militari) 2-й степени. В августе 1837 г. Шкурин был награждён орденом Белого орла и уволен по болезни в бессрочный отпуск, а в апреле 1846 г. уволен от службы. Скончался 26 ноября 1851 года.

## Награды
- Орден Святой Анны 2-й степени (19.12.1812)
- Алмазные знаки к ордену Святой Анны 2-й степени (1813)
- Орден Святого Владимира 2-й степени (12.07.1824)
- Орден Святой Анны 1-й степени (22.08.1826)
- Орден Святого Георгия 4-й степени (19.12.1829)
- Орден Святого Георгия 3-й степени (22.08.1831)
- Знак отличия за военное достоинство 2-й степени (1831)
- Орден Белого орла (12.08.1837)

## Семья
Дочь — Екатерина Александровна (1822—1890), которая была замужем (с 6 ноября 1838 года) за вице-адмиралом Павлом Антоновичем фон Моллером.